# 东风街道 (大庆市)
东风街道，是中华人民共和国黑龙江省大庆市萨尔图区下辖的一个乡镇级行政单位。

## 行政区划
东风街道下辖以下地区：
新星社区、光大社区、义耕社区、庆东社区、东旭园社区、北辰社区、益民社区、绿园社区和格林社区。